# Hermann Weber (Künstler)
Hermann Weber (* 1959 in Biberach an der Riß) ist ein deutscher Künstler und Professor für Kunst und Design an der Burg Giebichenstein Kunsthochschule Halle.

## Leben und Wirken
Weber war Student bei Markus Lüpertz, Albrecht von Hancke und Horst Antes an der Staatlichen Akademie der Bildenden Künste Karlsruhe. Der Abschlussprüfung folgte eine Tätigkeit als Lehrbeauftragter an der gleichen Akademie. 
Im Jahr 1996 erhielt Weber einen Ruf als Professor für Kunst und Design an die Burg Giebichenstein Kunsthochschule Halle in Halle (Saale).
Weber lebt und arbeitet überwiegend in Berg (Pfalz), seit 2000 besitzt er auch ein Atelier in Rom, San Lorenzo.
Seit 2008 ist Weber Mitglied im Deutschen Künstlerbund.

## Auszeichnungen
- Oberschwäbischer Kunstpreis „Bild – Botschaft – Bild“, Gebhard-Fugel-Kunstpreis 1983
- Stipendium der Kunst-Edition Waldherr und Donnersbergkreis 1989
- Franz-Joseph-Spiegler-Preis Sommeratelier Schloss Mochental 1990
- Cité International des Arts, Paris 1991
- Stipendium der Kunststiftung Baden-Württemberg 1991
- Stipendium des Deutsch-Französischen Kulturrates, Paris 1993

## Werke (Auswahl)
- Skulptur auf der Eichendorffschule in der Karlsruhe-Waldstadt.
- Christus Baum und Ambo in der Evangelischen Kirche Staffort 2012[4]